# Prîtulivka, Dunaiivți
Prîtulivka (în ucraineană Притулівка) este un sat în comuna Mala Pobianka din raionul Dunaiivți, regiunea Hmelnîțkîi, Ucraina.

## Demografie
Componența lingvistică a localității Prîtulivka
     Ucraineană (99,03%)
     Alte limbi (0,97%)
Conform recensământului din 2001, majoritatea populației localității Prîtulivka era vorbitoare de ucraineană (99,03%), existând în minoritate și vorbitori de alte limbi.